# Championnat d'Europe féminin de rugby à XV 2024-2025
Ne doit pas être confondu avec Championnat d'Europe de rugby à XV 2024-2025.
 (janvier 2025).
Si vous disposez d'ouvrages ou d'articles de référence ou si vous connaissez des sites web de qualité traitant du thème abordé ici, merci de compléter l'article en donnant les références utiles à sa vérifiabilité et en les liant à la section « Notes et références ».
Le championnat d'Europe féminin de rugby à XV 2024-2025 est la 28e édition de la compétition organisée par Rugby Europe. Elle réunit les meilleures nations ne participant pas au Tournoi des Six Nations.

## Championship
Navigation
2024 2026

### Format
Les équipes s'affrontent toutes sur une seule manche.
L'Espagne remporte son huitième titre consécutif.

### Équipes engagées
| Équipe   | Édition 2024    |
| -------- | --------------- |
| Espagne  | Tenant          |
| Pays-Bas | 2e Championship |
| Portugal | 3e Championship |
| Suède    | 4e Championship |

### Classement
| Rang | Nations     | J | V | N | D | Bo | Bd | Pm  | Pe  | Diff | Pts |
| ---- | ----------- | - | - | - | - | -- | -- | --- | --- | ---- | --- |
| 1    | Espagne (T) | 3 | 3 | 0 | 0 | 1  | 0  | 115 | 24  | +91  | 13  |
| 2    | Pays-Bas    | 3 | 2 | 0 | 1 | 2  | 0  | 147 | 35  | +112 | 10  |
| 3    | Portugal    | 3 | 1 | 0 | 2 | 1  | 0  | 50  | 62  | -12  | 5   |
| 4    | Suède       | 3 | 0 | 0 | 3 | 0  | 0  | 6   | 197 | -191 | 0   |

|  | Vainqueur                |
|  | T : tenant du titre 2024 |

### Résultats
| 29 mars 2025 16 h | Portugal                                                      | 7 - 19 (0 - 19) | Espagne | Estádio Municipal, Cartaxo 400 spectateurs Arbitre : Amber Stamp |
| 29 mars 2025 16 h | Essai(s) : 1 Santos (74e) Transformation(s) : 1 Correia (74e) | Rapport         | Essai(s) : 3 Peña (6e, 12e), Vinuesa (30e) Transformation(s) : 1 Argudo (12e) Carton(s) jaune(s) : 1 Cano (19e) | Estádio Municipal, Cartaxo 400 spectateurs Arbitre : Amber Stamp |
| 29 mars 2025 16 h |                                                               | Rapport         | | Estádio Municipal, Cartaxo 400 spectateurs Arbitre : Amber Stamp |

| 5 avril 2025 16 h | Espagne (bo) | 69 - 0 (29 - 0) | Suède                               | Estadio El Vergeret, Tavernes de la Valldigna 1 500 spectateurs Arbitre : Maria Heitor |
| 5 avril 2025 16 h | Essai(s) : 11 Ducher (10e, 69e), Cano (16e), Blanco (32e), Puig (34e), V. Pérez (39e, 50e), E. Garcia (44e), Silva (56e), Piquero (60e), Z. Pérez (75e) Transformation(s) : 7 Ducher (11e, 33e, 45e, 51e, 57e, 70e, 76e) Carton(s) jaune(s) : 1 de Andres (80e) | Rapport         | Carton(s) jaune(s) : 1 Flyman (31e) | Estadio El Vergeret, Tavernes de la Valldigna 1 500 spectateurs Arbitre : Maria Heitor |
| 5 avril 2025 16 h | | Rapport         |                                     | Estadio El Vergeret, Tavernes de la Valldigna 1 500 spectateurs Arbitre : Maria Heitor |

| 6 avril 2025 14 h | Pays-Bas (bo) | 40 - 5 (7 - 0) | Portugal                   | NRCA Stadium, Amsterdam 800 spectateurs Arbitre : Jenny Lee |
| 6 avril 2025 14 h | Essai(s) : 6 Mulling (30e, 67e), Ligtvoet (42e), Prins (50e), van der Schoot (54e), van Nifterik (80e) Transformation(s) : 5 Kievit (31e, 43e, 55e, 68e, 80e+1) | Rapport        | Essai(s) : 1 Correia (71e) | NRCA Stadium, Amsterdam 800 spectateurs Arbitre : Jenny Lee |
| 6 avril 2025 14 h | | Rapport        |                            | NRCA Stadium, Amsterdam 800 spectateurs Arbitre : Jenny Lee |

| 12 avril 2025 12 h | Suède                                                                 | 3 - 38 (3 - 15) | Portugal (bo) | Rugby Arena, Trelleborg 200 spectateurs Arbitre : Cara Senneka |
| 12 avril 2025 12 h | Pénalité(s) : 1 Framming (39e) Carton(s) jaune(s) : 1 Wijkström (25e) | Rapport         | Essai(s) : 6 Mendes (13e), Rodrigues (28e), M. Santos (32e), R. Santos (58e), Correia (76e), Fernandes (80e) Transformation(s) : 4 Correia (14e, 59e, 77e, 80e) | Rugby Arena, Trelleborg 200 spectateurs Arbitre : Cara Senneka |
| 12 avril 2025 12 h |                                                                       | Rapport         | | Rugby Arena, Trelleborg 200 spectateurs Arbitre : Cara Senneka |

| 12 avril 2025 16 h | Espagne | 27 - 17 (14 - 12) | Pays-Bas | Nelson Mandela Stadium, Torrevieja 500 spectateurs Arbitre : Doriane Domenjo |
| 12 avril 2025 16 h | Essai(s) : 3 N. Garcia (10e), Roman Mallen (25e), Alameda (51e) Transformation(s) : 3 Argudo (11e, 26e, 52e) Pénalité(s) : 2 Argudo (65e, 77e) | Rapport           | Essai(s) : 3 Jongerius (7e), Mulling (39e), van der Velden (en) (61e) Transformation(s) : 1 Kievit (40e) Carton(s) jaune(s) : 1 Ligtvoet (49e) | Nelson Mandela Stadium, Torrevieja 500 spectateurs Arbitre : Doriane Domenjo |
| 12 avril 2025 16 h | | Rapport           | | Nelson Mandela Stadium, Torrevieja 500 spectateurs Arbitre : Doriane Domenjo |

| 19 avril 2025 14 h | Suède                          | 3 - 90 (0 - 57) | Pays-Bas (bo) | Rugby Arena, Trelleborg 300 spectateurs Arbitre : Adèle Robert |
| 19 avril 2025 14 h | Pénalité(s) : 1 Framming (44e) | Rapport         | Essai(s) : 14 Veerkamp (2e, 29e), Nauta (11e, 40e), Gevers (15e), Prins (19e), Kievit (25e, 36e), Luijken (34e), Bunnik (41e), Jongerius (51e), Elzinga (65e), Touw (71e), Shermer (80e) Transformation(s) : 10 Kievit (3e, 12e, 20e, 30e, 35e, 37e, 42e, 52e, 66e, 80e+1) | Rugby Arena, Trelleborg 300 spectateurs Arbitre : Adèle Robert |
| 19 avril 2025 14 h |                                | Rapport         | | Rugby Arena, Trelleborg 300 spectateurs Arbitre : Adèle Robert |

## Trophy

### Équipes engagées
| Équipe    |
| --------- |
| Allemagne |
| Belgique  |
| Finlande  |

### Classement
| Rang | Nations   | J | V | N | D | Bo | Bd | Pm | Pe | Diff | Pts |
| ---- | --------- | - | - | - | - | -- | -- | -- | -- | ---- | --- |
| 1    | Belgique  | 2 | 2 | 0 | 0 | 1  | 0  | 67 | 32 | +35  | 9   |
| 2    | Allemagne | 2 | 1 | 0 | 1 | 1  | 1  | 63 | 33 | +30  | 6   |
| 3    | Finlande  | 2 | 0 | 0 | 2 | 0  | 0  | 23 | 88 | -65  | 0   |

|  | Vainqueur |

### Résultats
| 19 octobre 2024 | Finlande                                       | 10 - 44 (10 - 12) | Allemagne (bo) | Hakunila Sports Park, Vantaa 100 spectateurs Arbitre : Loredena Elena Juncanariu |
| 19 octobre 2024 | Essai(s) : 2 Tolppanen (10e), Ovaskainen (33e) | Rapport           | Essai(s) : 8 Zimmat (6e, 39e, 48e, 80e), S.Hacker (57e), J.Hacker (61e), Gruber (64e), Malaizier (76e) Transformation(s) : 2 Malaizier (7e, 65e) | Hakunila Sports Park, Vantaa 100 spectateurs Arbitre : Loredena Elena Juncanariu |
| 19 octobre 2024 |                                                | Rapport           | | Hakunila Sports Park, Vantaa 100 spectateurs Arbitre : Loredena Elena Juncanariu |

| 8 mars 2025 | Allemagne (bd)                                                                            | 19 - 23 (7 - 20) | Belgique | Fritz-Grunebaum-Sportpark, Heidelberg 876 spectateurs Arbitre : Mariam Goguadze |
| 8 mars 2025 | Essai(s) : 3 Gruber (39e), J.Hacker (57e, 62e) Transformation(s) : 2 Malaizier (40e, 58e) | Rapport          | Essai(s) : 2 Marquegnies (4e, 10e) Transformation(s) : 2 Steurs (5e, 13e) Pénalité(s) : 3 Steurs (31e, 37e), Germiat (77e) | Fritz-Grunebaum-Sportpark, Heidelberg 876 spectateurs Arbitre : Mariam Goguadze |
| 8 mars 2025 |                                                                                           | Rapport          | | Fritz-Grunebaum-Sportpark, Heidelberg 876 spectateurs Arbitre : Mariam Goguadze |

| 5 avril 2025 | Belgique (bo) | 44 - 13 (15 - 6) | Finlande | Stade du Pachy, Waterloo 400 spectateurs Arbitre : Beatrice Smussi |
| 5 avril 2025 | Essai(s) : 7 Timperman (9e), Germiat (19e, 41e, 56e, 76e), Deglasse (50e), Pecoraro (65e) Transformation(s) : 3 Steurs (20e, 51e, 77e) Pénalité(s) : 1 Steurs (34e) Carton(s) jaune(s) : 1 Simon (27e) | Rapport          | Essai(s) : 1 Visuri (69e) Transformation(s) : 1 Tolppanen (69e) Pénalité(s) : 2 Jarvenpää (28e), Tolppanen (39e) | Stade du Pachy, Waterloo 400 spectateurs Arbitre : Beatrice Smussi |
| 5 avril 2025 | | Rapport          | | Stade du Pachy, Waterloo 400 spectateurs Arbitre : Beatrice Smussi |

## Conference

### Format
La section Conference n'est pas un championnat à proprement parler mais plutôt un ensemble de test-matchs organisés entre différentes équipes nationales.

### Équipes engagées
| Bulgarie |
| Croatie  |
| Lettonie |
| Norvège  |
| Roumanie |

### Résultats
| 22 septembre 2024 | Roumanie | 66 - 12 (37 - 5) | Bulgarie                                                                      | CSN Elisabeta Lipa, Snagov 50 spectateurs Arbitre : Laura Wunsch |
| 22 septembre 2024 | Essai(s) : 12 Savadan (3e, 29e, 65e), Rosca (11e), Prisecaru (17e, 47e), Dascalu (20e, 31e, 60e), Hirtan (39e), Gontineac (58e), Preda (73e) Transformation(s) : 2 Preda (59e, 61e) Carton(s) jaune(s) : 3 Tudosiu (36e), Rosca (52e), Teglas (80e) Carton(s) rouge(s) : 1 Popescu (56e) | Rapport          | Essai(s) : 2 Tasleva (36e), Ivanova (53e) Transformation(s) : 1 Ivanova (54e) | CSN Elisabeta Lipa, Snagov 50 spectateurs Arbitre : Laura Wunsch |
| 22 septembre 2024 | | Rapport          |                                                                               | CSN Elisabeta Lipa, Snagov 50 spectateurs Arbitre : Laura Wunsch |

| 5 octobre 2024 | Lettonie | 50 - 0 (36 - 0) | Norvège | Ogre City Stadium, Riga Arbitre : Vadims Galajevs |
| 5 octobre 2024 | Essai(s) : 8 Neilande (7e), Pukite (12e, 39e), Vitola (23e), Murniece (28e, 77e), Dumpe (31e), Sirsnina (64e) Transformation(s) : 5 Neilande (29e, 32e, 40e, 65e, 78e) | Rapport         |         | Ogre City Stadium, Riga Arbitre : Vadims Galajevs |
| 5 octobre 2024 | | Rapport         |         | Ogre City Stadium, Riga Arbitre : Vadims Galajevs |

| 16 novembre 2024 | Bulgarie                                                                                       | 10 - 17 (5 - 5) | Croatie                                                                                  | National Sports Academy , Sofia 200 spectateurs Arbitre : Viktoria Magyar |
| 16 novembre 2024 | Essai(s) : 2 Vasileva (16e), Donova (63e) Carton(s) jaune(s) : 2 Buchkova (32e), Ivanova (68e) | Rapport         | Essai(s) : 3 Josipovic (33e), Avramovic (54e, 71e) Transformation(s) : 1 Avramovic (72e) | National Sports Academy , Sofia 200 spectateurs Arbitre : Viktoria Magyar |
| 16 novembre 2024 |                                                                                                | Rapport         |                                                                                          | National Sports Academy , Sofia 200 spectateurs Arbitre : Viktoria Magyar |

| 10 mai 2025 12 h | Norvège | 0 - 27 (0 - 15) | Lettonie | Voldsløkka, Oslo 100 spectateurs Arbitre : Marit Bras |
| 10 mai 2025 12 h |         | Rapport         | Essai(s) : 5 Neilande (4e, 25e), Kraupsa (19e), Lazdane (61e), Pukite (72e) Transformation(s) : 1 Neilande (73e) Carton(s) jaune(s) : 1 Bruneniece (30e) | Voldsløkka, Oslo 100 spectateurs Arbitre : Marit Bras |
| 10 mai 2025 12 h |         | Rapport         | | Voldsløkka, Oslo 100 spectateurs Arbitre : Marit Bras |